# Gymnoscelis lavella
Gymnoscelis lavella là một loài bướm đêm trong họ Geometridae.